# Wataru Yoshizumi
Wataru Yoshizumi (18 de juny de 1963, Tòquio) és una dibuixant de manga. El seu veritable nom és Mari Nakai. Wataru va començar estudiant en la universitat pública Hitotsubashi. Més tard va descobrir la seva habilitat com mangaka i va decidir ingressar en la universitat de manga. En 1984 va debutar en la Revista Ribon, on ha publicat bona part de la seva obra, amb una historieta curta titulada Radical Romance. Després d'un temps treballant a mitja jornada com a oficinista, va decidir dedicar-se exclusivament a dibuixar historietes.
Aquesta autora ha anat millorant amb els anys fins a arribar a l'instant de convertir-se en una de les deesses del manga. Va començar amb històries curtes i senzilles, algunes de les quals van anar posteriorment recopilades en el volum Quartet Game. Amb la seva primera obra llarga, Handsome na kanojyo, va assolir la fama entre els lectors de la revista Ribon.
Quan realment aquesta mangaka va arribar al cim va ser quan va publicar la seva obra mestra Marmalade Boy, la qual va tenir una versió animada que va fer la volta al món i va introduir el shojo, el manga per a noies, al món occidental.
Després d'aquesta obra, va assolir nous èxits dins el gènere shojo, si bé en els darrers temps ha fet el salt al gènere del josei, el manga per a dones adultes, amb títols com Cherish o Spicy Pink, tot i que no ha deixat de publicar a la revista Ribon.
Entre les seves amistats es troben altres reconegudes mangakas: Ai Yazawa (autora de Paradise Kiss i Nana), Miho Obana (autora de La joguina dels nens), Megumi Mizusawa (autora de Himechan no Ribbon) i Naoko Takeuchi (autora de la cèlebre Sailor Moon).

## Obres
- Radical Romance (1984, Ribon original, Shueisha)
- Heart Beat (Ribon original, Shueisha)
- Another Day (1987, Ribon original, Shueisha)
- Tenshi no bôken/ (1987, Ribon original, Shueisha)
- Quartet Game (1988, Ribon, Shueisha, publicada en un tom juntament amb Heart Beat i Another Day)
- Green Eyes (Ribon original, Shueisha)
- Handsome na kanojo (Manga 9 toms i OVA, inclou Radical Romance, Tenshi no Boken i Green eyes)(1988, Ribon, Shueisha)
- Marmalade Boy (Manga, Anime 8 toms i OVA) (1992, Ribon, Shueisha)
- Kimishima Iranai (1996, Solament tu, 2 toms)
- Mint na bokura (Somos Chicos De Menta, 6 toms, 16 comic-books) (1998, Ribon, Shueisha)
- Random Walk (manga 3 toms) (2000, Ribon, Shueisha)
- Ultra Maniac (Manga 5 toms, Anime i OVA) (2002, Ribon, Shueisha)
- Datte suki nan damon (Perquè m'agrades, manga 2 toms) (2004, Ribon, Shueisha)
- Happiness (2006, Chorus Magazine, Shueisha)
- Cherish (2007, Chorus Magazine, Shueisha [publicada en un tom juntament amb Hapiness])
- Spicy Pink (2007)
- Baby it's you (Ribon, Shueisha)
- PXP (Ribon) (2008, publicada en un tom juntament amb Baby it's You)
- Capuccino (2009, Chorus Magazine, Shueisha)
- Chitose etc. (manga 7 toms, 2010, Margaret comics, Shueisha)
- Marmalade Boy Little (2013, Cocohana, Shueisha)